# Guglielmo II Crispo
Guglielmo II Crispo (1390 – 1463) fu il quindicesimo duca del Ducato di Nasso dal 1453.

## Biografia
Figlio del decimo duca Francesco I Crispo e di Fiorenza I Sanudo; e fratello di Giacomo I e Giovanni II.
Si sposò nel 1461 o 1462 con la nobildonna Elisabetta da Pesaro, patrizia veneta, ed ebbe un'unica figlia: Fiorenza Crispo (1463-1528), che sposò il nobiluomo Luigi Barbaro, patrizio veneto. Ebbe un figlio illegittimo, Giacomo Crispo, governatore del Ducato dell'Arcipelago dal 1494. Gli succedette il nipote Francesco II.